# مهدي شاكر العبيدي
مهدي شاكر العبيدي صحفي عراقي من مواليد قصبة الهندية عام 1933م وعضو في نقابة الصحفيين العراقيين.

## عنه
اتصل بالحياة الثقافية عام 1949م، ونشرت له مقالات في شتى الجرائد التي تصدر إبان تلك الآونة البعيدة، البلاد، صوت المبدأ، صوت الأحرار، الحرية، الرأي العام، والمثال الموصلية باسمه الصريح أو بتواقيع مستعارة لمبررات ودواعٍ مختلفة، وانفتح على المجلات التي صدرت في بيروت كالأديب ،الآداب، العلوم فضلا عن المعرفة السورية في ستينات القرن العشرين وسبعيناته، فخصها بكم هائل من الدراسات والمداخلات النقدية التي استوعبت كتبه الأربعة المطبوعة قسما منها، والمتميزة بنمط من التعبير والبيان الموفي بما لا حاجة للتفصيل فيه، والكتب المتداولة هي: حوار في مسائل أدبية بتعضيد وزارة الاعلام صدر عام 1971م، في رحاب الكلمة بتعضيد وزارة التربية صدر عام 1972، دفاتر ثقافية بتعضيد وزارة التربية أيضا صدر عام 1975م، اضواء على الجانب الآخر، من منشورات دار الشؤون الثقافية عام 1998م.
صدر للكاتب في دمشق -التي يقيم فيها حاليا- مؤلفان عن دار النايا للدراسات والنشر، الأول: من شعراء بني أيوب 2008، والثاني: كعب بن زهير. حياته وشعره 2009، ولا يزال الكاتب متواصلا مع وطنه من خلال مقالاته التي تنشر في الصحف العراقية لاسيما جريدة الزمان.

## وصلات خارجية
- اتحاد الكتاب العرب اتجاهات نقد الشعر العربي في العراق - الدكتور مرشد الزبَيدي - (دراسة الجهود النقدية المنشورة في الصحافة العراقية بين 1958-1990
- موقع الشاعر العراقي اديب كمال الدين
- المصدر السابق